# 卡特湖 (愛荷華州)
卡特湖（英語：Carter Lake）是一個位於美國愛荷華州波特瓦特米縣的城市。

## 地理
卡特湖的座標為41°17′34″N 95°54′50″W / 41.29278°N 95.91389°W，而該地的平均海拔高度為299米（即981英尺）。

## 人口
根據2010年美國人口普查的數據，卡特湖的面積為5.23平方千米，當中陸地面積為4.84平方千米，而水域面積為0.39平方千米。當地共有人口3785人，而人口密度為每平方千米723人。